# MiChi
Michiko Sellars (ミチコ・セラーズ Michiko Sellars, nascida em 7 de abril de 1985, Birmingham, Inglaterra) é uma cantora e compositora pop nipo-britânica. Ela adotou o nome artístico MiChi e trabalhou como artista independente até seu disco de estreia, o single "PROMiSE", lançado em 22 de outubro de 2008 pela gravadora Sony Music Entertainment.

## Carreira
Nascida e crescida na Inglaterra, se mudou para Kobe, Japão, aos 2 anos de idade e, posteriormente, retornou à Inglaterra em 1995. Determinada a se tornar cantora, foi integrante de uma dupla antes de retornar ao Japão quando tinha 18 anos. No ano seguinte, ela conheceu Tomokazu Matsuzawa, produtor dos artistas nipônicos Mika Nakashima, Miliyah Kato, SOULHEAD, e Chemistry. MiChi trabalhou com Tomokazu Matsuzawa por três anos e, nesse período, pode desenvolver seu talento antes de se destacar na cena dance club japonesa. Em 2007, ela lançou a faixa Surrender numa compilação de música dance e, no ano seguinte, lançou seu LP inglês MiChi MadNesS, em 27 de junho de 2009 pela gravadora independente  Mmm Records. MiChi então fez seu primeiro disco oficial sob o selo da Sony Music e produziu seu primeiro single, intitulado PROMiSE. Ela gravou a música Something Missing para promover o jogo Bayonetta , da SEGA. Em 30 de setembro se 2009, MiChi lançou seu primeiro álbum pela Sony Music, UP TO YOU

## Discografia

### Singles
| Ano  | Informação                                                                              | Single Charts Semanal | Álbum     |
| ---- | --------------------------------------------------------------------------------------- | --------------------- | --------- |
| 2008 | "Promise" - Lançamento: 22 Outubro 2008                                                 | 12                    | Up to You |
| 2009 | "Change the World" - Lançamento: 18 Fevereiro 2009                                      | 19                    | Up to You |
| 2009 | "Kiss Kiss xxx" - Lançamento: 27 Maio 2009                                              | 30                    | Up to You |
| 2009 | "You" - Lançamento: 9 Setembro 2009                                                     | 20                    | Up to You |
| 2010 | "All About the Girls (Iijanka Party People)/Together Again" - Lançamento: 21 Abril 2010 | 24                    | Therapy   |
| 2010 | "Wonder Woman" (MiChi × the telephones) - Lançamento: 26 Junho 2010                     | 54                    | Therapy   |
| 2010 | "Love Is." - Lançamento: 22 Dezembro 2010                                               | 49                    | Therapy   |
| 2011 | "One" - Lançamento: 22 Junho 2011                                                       | 85                    | Therapy   |
| 2011 | "Find Your Way" - Lançamento: 21 Novembro 2011                                          | 93                    | Therapy   |
| 2012 | "Tokyo Night" - Lançamento: 1 Fevereiro 2012                                            | 107                   | Therapy   |

### Álbuns
| Ano  | Informação                                                                        | Álbum Charts Semanal | Cópias Vendidas |
| ---- | --------------------------------------------------------------------------------- | -------------------- | --------------- |
| 2008 | MiChi MadNesS - Lançamento: 27 Junho 2008 - Álbum Indie                           | 142                  | —               |
| 2009 | UP TO YOU - Lamçamento: 30 Setembro 2009 - 1º Álbum pela Sony Music Entertainment | 4                    | 53,500          |
| 2012 | Therapy - Lamçamento: 23 Março 2012 - 1º Álbum pela Sony Music Entertainment      | —                    | —               |

### Download Digital
| Ano  | Informação                                   | Álbum |
| ---- | -------------------------------------------- | ----- |
| 2010 | "dance DANCE!" - Lançamento: 27 Janeiro 2010 | -     |

### Compilações
| Ano  | Informação                                               | Álbum                                       |
| ---- | -------------------------------------------------------- | ------------------------------------------- |
| 2007 | "#9 Surrender como "THE AAs" - Lançamento: 28 Março 2007 | DJ KAWASAKI - FREEDOM HOUSE MODE COLLECTION |